# Arrigo Licinio
Arrigo Licinio  (Venise, av. 1512 - v. 1551) est un peintre italien de la haute Renaissance.

## Biographie
Arrigo Licinio fait partie d'une famille d'artistes italiens, les Licinio. Il est le père de Giulio Licinio (1527 - 1584) et de Gian Antonio. Ses frères Bernardino et Fabio ont aussi été peintres.